# Hemeroplanes triptolemus
Hemeroplanes triptolemus là một loài bướm đêm thuộc họ Sphingidae. Loài này có ở Costa Rica, Belize, México, Guatemala và có thể ở Trung Mỹ tới Colombia, Ecuador, Bolivia, Argentina, Venezuela và Guyana.
Ấu trùng ăn loài Mesechites trifida. 
Ấu trùng của loài bướm đêm này có phần thân trước mở rộng trông rất giống loài rắn lục.

## Miêu tả

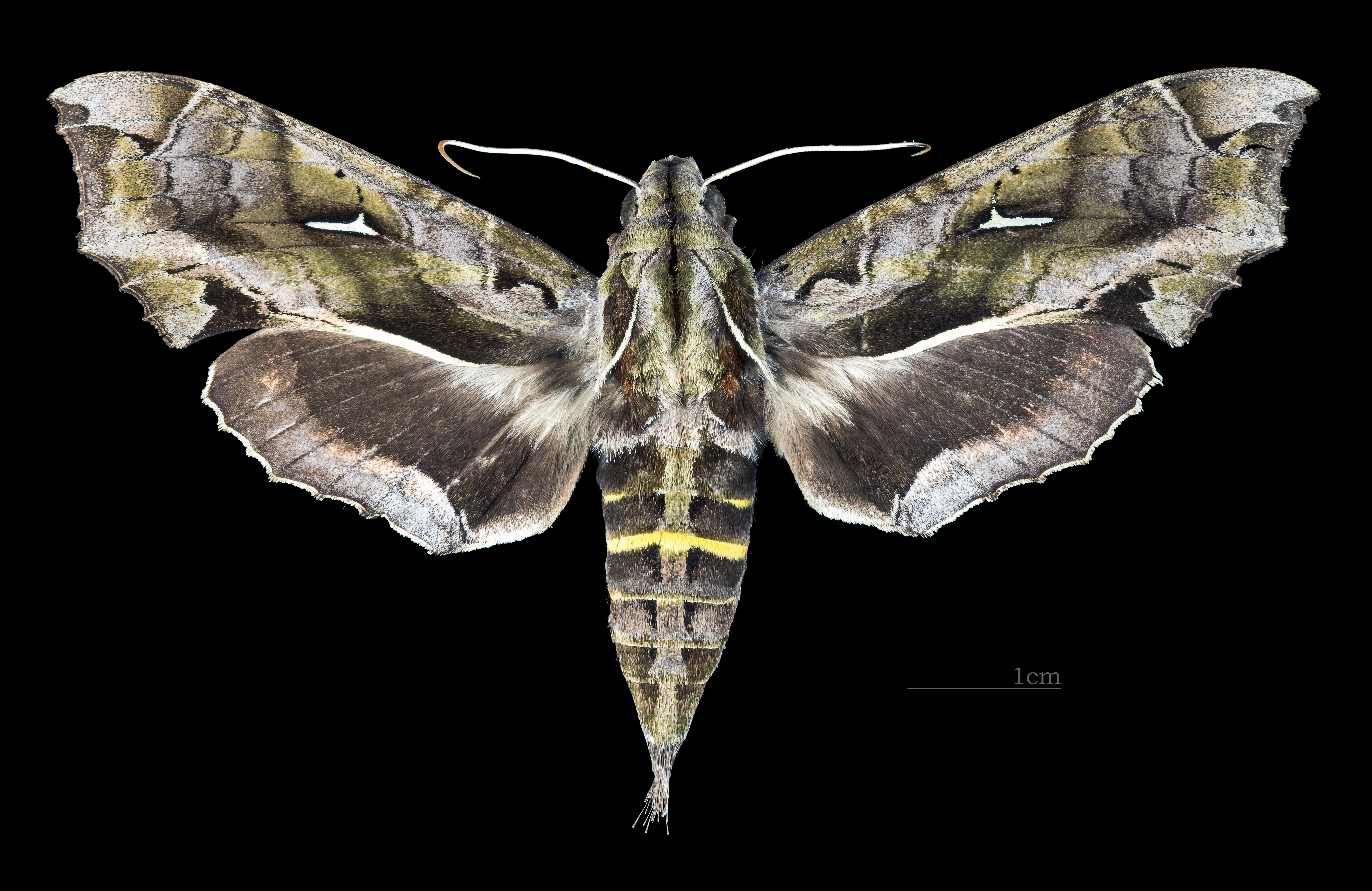
♀
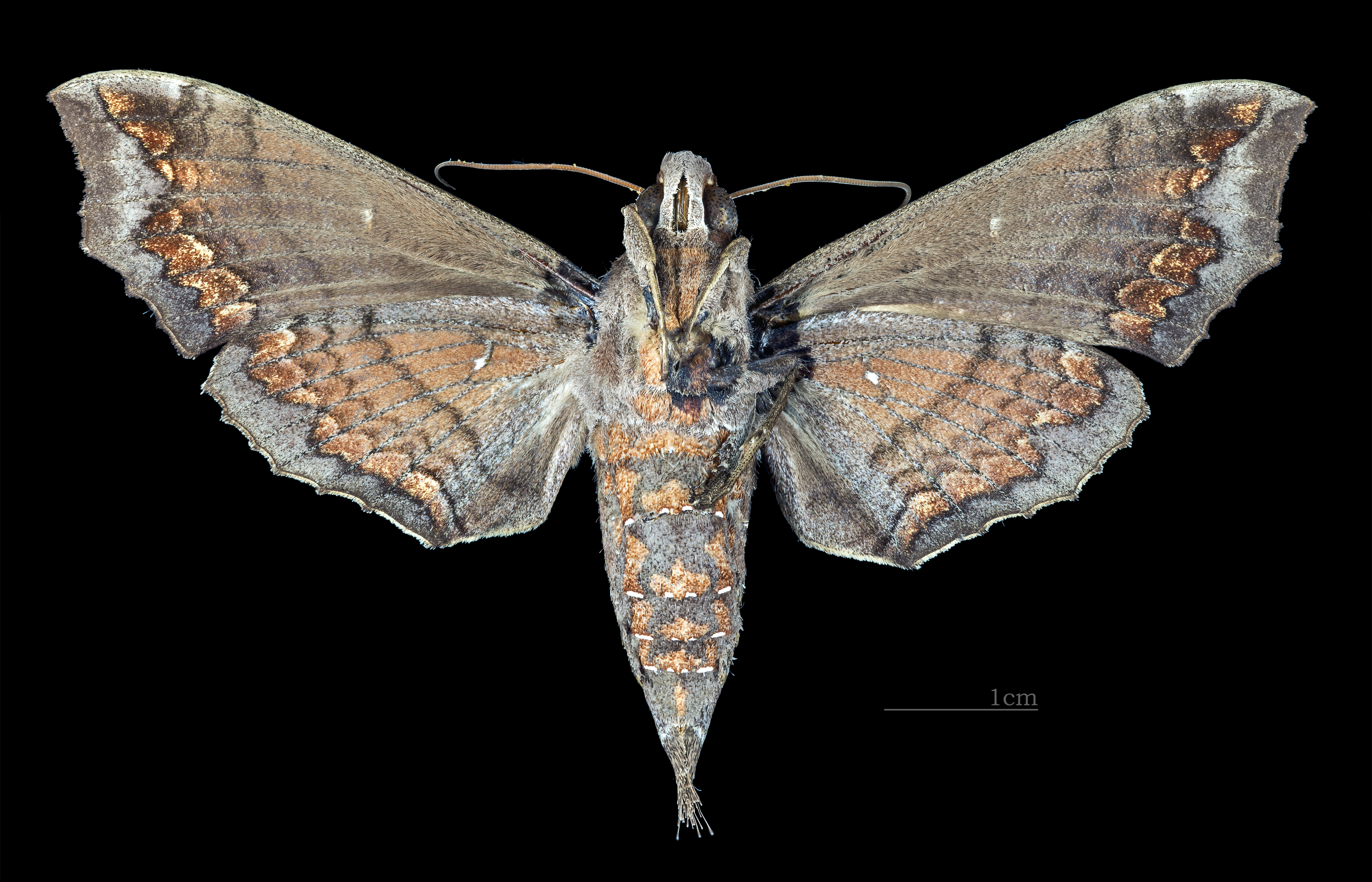
♀ △

## Hình ảnh

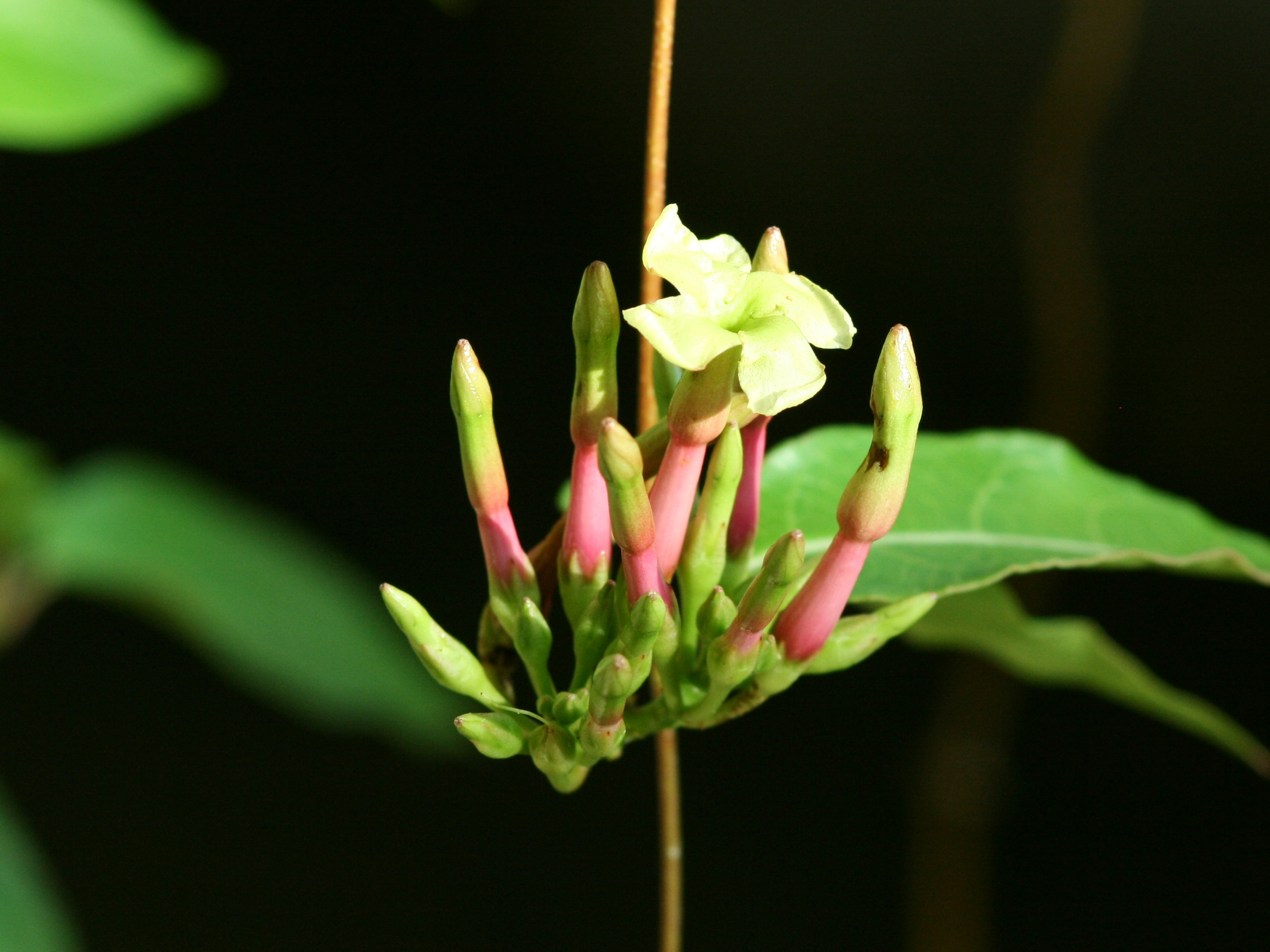